# اتاق مجاور
اتاق مجاور (اسپانیایی: La habitación de al lado‎) یک فیلم درام اسپانیایی محصول ۲۰۲۴ به نویسندگی و کارگردانی پدرو آلمودوار است. این نخستین فیلم بلند کاملاً انگلیسی‌زبان اوست و مبتنی بر رمان چه چیزی تجربه می‌کنی اثر سیگرید نونز است. تیلدا سوینتن و جولین مور در کنار جان تورتورو و آلساندرو نیوولا در این فیلم بازی می‌کنند.
این فیلم در ۲ سپتامبر ۲۰۲۴ در هشتاد و یکمین جشنواره بین‌المللی فیلم ونیز به نمایش درآمد و در آنجا جایزه شیر طلایی را دریافت کرد که اولین جایزه شیر طلایی برای یک فیلم اسپانیایی بود. این فیلم در ۱۸ اکتبر ۲۰۲۴ در اسپانیا اکران شد.

## طرح داستانی
داستان فیلم به اختلاف بین مارتا (یک مادر بسیار ناقص و خبرنگار جنگ) و دختر رنجیده‌اش و همچنین به رابطهٔ مارتا با یک مؤلف به‌نام اینگرید می‌پردازد.

## بازیگران
- تیلدا سوینتن در نقش مارتا[۳]
- جولین مور در نقش اینگرید[۳]
- جان تورتورو[۴]
- آلساندرو نیوولا[۵]
- خوان دیه‌گو بوتو[۵]
- ملینا متیوز[۵]
- رائول آره‌والو[۵]
- ویکتوریا لونگو[۵]
- استر مک‌گرگور[۶]
- آلکس هو آندرسن[۶]
- آلویس ریگو[۶]

## تولید
پدرو آلمودوار در آستانه سفرش به جشنواره فیلم کن ۲۰۲۳ از برنامه‌هایی برای فیلمبرداری یک فیلم انگلیسی‌زبان در شهر نیویورک صحبت کرد. عنوان اتاق مجاور در اواخر سال ۲۰۲۳ اعلام شد. در ژانویه ۲۰۲۴، ال دسیو اعلام کرد که جولین مور و تیلدا سوینتن برای نقش‌های اصلی انتخاب شده‌اند و جان تورتورو به عنوان یکی دیگر از بازیگران نقش‌آفرینی می‌کند. سوینتن فیلم را جانشین طبیعی فیلم درد و شکوه توصیف کرد. این فیلم محصول ال دسیو با مشارکت موویستار پلاس+ است. فیلمبرداری در ۳ مارس ۲۰۲۴ در مادرید آغاز شد. الساندرو نیولا در همان ماه به بازیگران پیوست. محل فیلمبرداری نیز شامل شهر نیویورک بود. در ۱۲ ژوئن ۲۰۲۴، خوان دیه‌گو بوتو، رائول آره‌والو، ملینا متیوز و ویکتوریا لوئنگو به عنوان بازیگران دیگر معرفی شدند. ادوارد گرائو فیلم‌بردار فیلم بود.

## انتشار
پیش از شروع تولید، سونی پیکچرز کلاسیک، توزیع‌کننده مکرر آلمودوار در آمریکای شمالی، حقوق این فیلم را در آمریکای شمالی، خاورمیانه، هند، آفریقای جنوبی، استرالیا و نیوزلند دریافت کرد.
این فیلم قرار است در ۱۸ اکتبر ۲۰۲۴ توسط برادران وارنر در اسپانیا اکران شود. برادران وارنر همچنین حقوق توزیع برای بریتانیا، آلمان، ایتالیا، شمال اروپا، اروپای مرکزی و شرقی (به استثنای لهستان)، آمریکای لاتین و برخی از مناطق در آسیا-اقیانوسیه، از جمله ژاپن، به دست آورد. پس از نمایش سینمایی، این فیلم در موویستار پلاس+ در اسپانیا در دسترس خواهد بود.
در جولای ۲۰۲۴، گزارش شد که فیلم احتمالاً در هشتاد و یکمین جشنواره بین‌المللی فیلم ونیز نمایش داده می‌شود. این خبر هفته بعد تأیید شد، با اعلام اینکه فیلم در بخش رقابتی نمایش داده می‌شود. آلبرتو باربرا گزارش داد که این فیلم در نیمه دوم جشنواره نمایش داده می‌شود. این فیلم همچنین در جشنواره بین‌المللی فیلم تورنتو ۲۰۲۴ (برای اولین نمایش در آمریکای شمالی)، به عنوان نمایش «جایزه دونوستیا» در هفتاد و دومین جشنواره بین‌المللی فیلم سن سباستین، و به‌عنوان منتخب اصلی فیلم شصت و دومین جشنواره فیلم نیویورک در سالن آلیس تالی در ۴ اکتبر ۲۰۲۴ (برای اولین نمایش در ایالات متحده) نمایش داده می‌شود.
این فیلم قرار است در ۲۰ دسامبر ۲۰۲۴ در شهر نیویورک و لس آنجلس به نمایش درآید، و پس از آن یک اکران محدود در شهرهای منتخب ایالات متحده در روز کریسمس و یک اکران گسترده در ژانویه ۲۰۲۵ در ایالات متحده انجام شود.

## بازخورد

### واکنش انتقادی
در وبگاه جمع‌آوری نقد راتن تومیتوز، ٪۹۵ از ۴۱ بررسی منتقدان مثبت است و میانگینِ امتیاز آن ۷٫۴/۱۰ است.
این فیلم در متاکریتیک که از میانگین وزنی استفاده می‌کند، بر اساس نظر ۲۲ منتقدین امتیاز ۷۰ از ۱۰۰ را کسب کرده که نشان‌گر «نقدهای عموماً مطلوب» است.

### افتخارات
| جایزه             | تاریخ مراسم    | دسته‌بندی    | دریافت‌کننده(ها) | نتیجه | منا.          |
| ----------------- | -------------- | ----------- | --------------- | ----- | ------------- |
| جشنواره فیلم ونیز | ۷ سپتامبر ۲۰۲۴ | شیر طلایی   | اتاق مجاور      | برنده | [ ۲۶ ]        |
| جشنواره فیلم ونیز | ۷ سپتامبر ۲۰۲۴ | Brian Award | اتاق مجاور      | برنده | [ ۲۷ ] [ ۲۸ ] |